# Mignon (rivière)
Pour les articles homonymes, voir Mignon (homonymie).
Le Mignon est une rivière du Centre-Ouest de la France et le plus long affluent de rive gauche de la Sèvre Niortaise, fleuve côtier se jetant dans la baie de l'Aiguillon.
Cette rivière est partagée entre deux départements de la région Nouvelle-Aquitaine, servant de délimitation administrative entre le département des Deux-Sèvres et celui de la Charente-Maritime.
Quant au site de confluence avec la Sèvre Niortaise, il est partagé entre la Vendée, rive droite, et la Charente-Maritime, rive gauche.

## Petite géographie hydrographique

### Description sommaire du cours
La longueur totale de son cours est de 45,9 km, ce qui en fait le plus long affluent de rive gauche de la Sèvre Niortaise.
Le Mignon prend sa source dans la commune de Dœuil-sur-le-Mignon, au nord-est de la Charente-Maritime et en limite du département des Deux-Sèvres, et traverse tantôt des communes dans les Deux-Sèvres, tantôt celles de la Charente-Maritime, ou simplement s'écoule sur la limite administrative séparant ces deux départements.
Le Mignon traverse une seule ville, celle de Mauzé-sur-le-Mignon, dans le département des Deux-Sèvres, où à partir de ce petit centre urbain, son cours est canalisé et, ce, jusqu'à son site de confluence avec la Sèvre Niortaise partagée entre les communes de La Ronde en Charente-Maritime, et de Maillé en Vendée où, dans ce dernier est située l'écluse de Bazoin.
C'est à partir de la commune de La Grève-sur-Mignon, dans le département de la Charente-Maritime, que le Mignon pénètre dans le Marais mouillé tandis que dans les Deux-Sèvres, il commence dans la commune de Saint-Hilaire-la-Palud. Le Marais mouillé est situé à l'est du Marais poitevin dont la partie la plus célèbre est celle qui est surnommée la "Venise verte".

### Les départements, cantons et communes traversés
Le Mignon traverse deux départements, celui, sur sa rive droite, correspond aux Deux-Sèvres, et celui, sur sa rive gauche, à la Charente-Maritime.
En Charente-Maritime, le Mignon parcourt du lieu de sa source jusqu'à son site de confluence avec la Sèvre Niortaise trois cantons qui sont ceux de Loulay, Surgères et Courçon.
Dans les Deux-Sèvres, le Mignon arrose deux cantons, celui de Beauvoir-sur-Niort pour la partie amont et moyenne de son cours et celui de Mauzé-sur-le-Mignon pour la partie aval et canalisée.

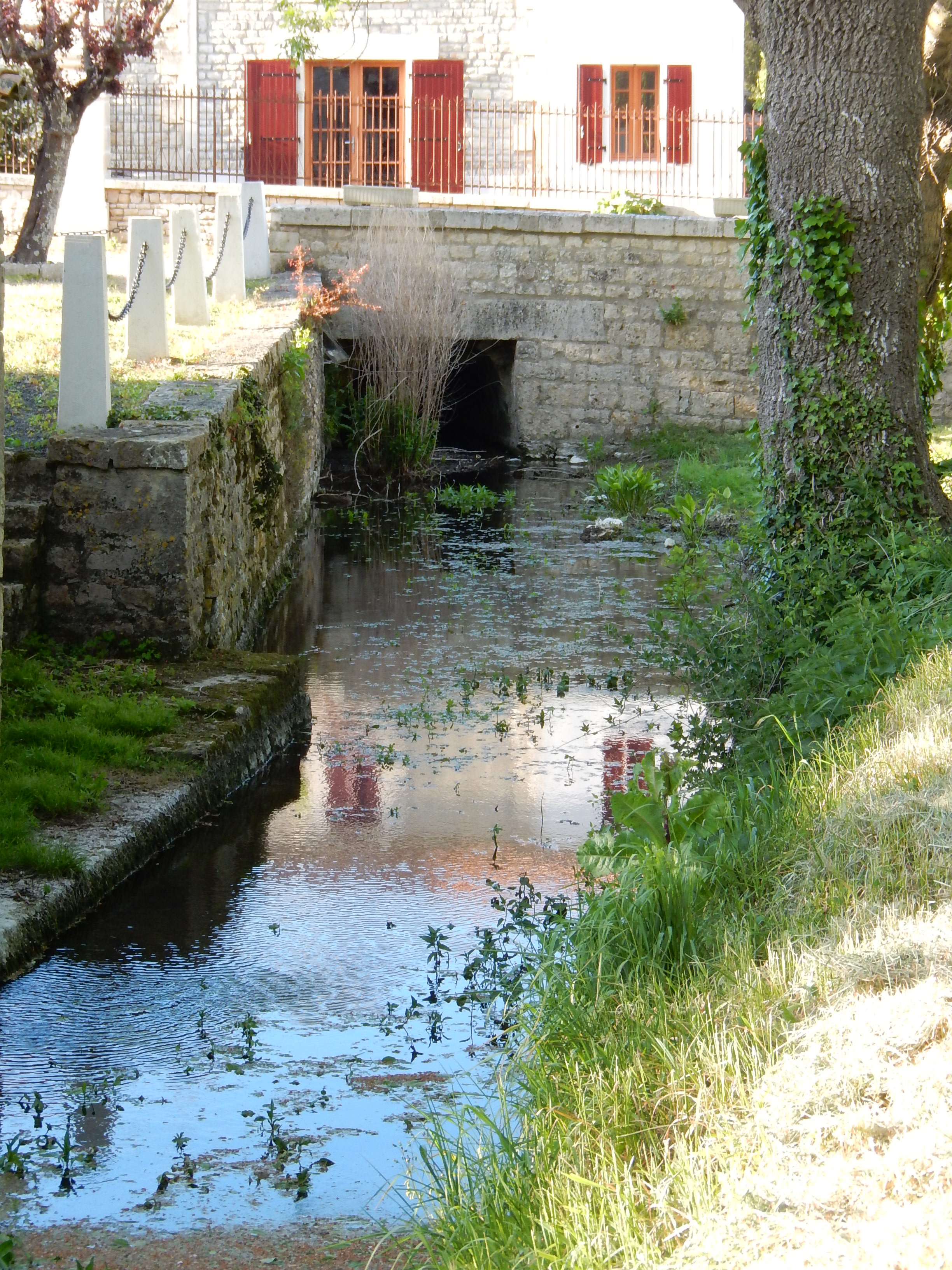
Le Mignon, à Dœuil-sur-le-Mignon, en avril 2017.

Les quatorze communes traversées du lieu de source jusqu'au site de confluence sont les suivantes :
- Dœuil-sur-le-Mignon (canton de Loulay) (lieu de source),
- Prissé-la-Charrière (canton de Beauvoir-sur-Niort) (lieu de source),
- Thorigny-sur-le-Mignon (canton de Beauvoir-sur-Niort),
- Usseau (canton de Mauzé-sur-le-Mignon),
- Priaires (canton de Mauzé-sur-le Mignon),
- Saint-Saturnin-du-Bois (canton de Surgères),
- Saint-Pierre-d'Amilly (canton de Surgères),
- Prin-Deyrançon (canton de Mauzé-sur-le-Mignon)
- Mauzé-sur-le-Mignon (canton de Mauzé-sur-le-Mignon) (début du canal du Mignon),
- Cramchaban (canton de Courçon)
- Saint-Hilaire-la-Palud (canton de Mauzé-sur-le-Mignon)
- La Grève-sur-Mignon (canton de Courçon)
- La Ronde (canton de Courçon) (site de confluence).
- Maillé (Vendée) (site de confluence).

### Aménagement
Le Mignon a été canalisé à partir de 1843, puis les travaux ont repris de 1880 à 1883 afin de relier Mauzé-sur-le-Mignon à la Sèvre Niortaise. C'est à partir de cette petite ville qu'il reçoit le nom de canal du Mignon dont la longueur totale est de 17 km jusqu'à son site de confluence avec le fleuve.

## Hydronymie

### Sens du nom de la rivière
Le nom de la rivière a donné lieu à plusieurs interprétations aussi différentes qu'intéressantes sans qu'il soit possible de trancher avec certitude.
Certains toponymistes[Qui ?] ont donné l'interprétation intéressante selon laquelle il faut relier le nom de la rivière avec le milieu marécageux dans lequel elle s'écoule en mettant en avant la racine celtique mign qui signifie marécage[réf. nécessaire]. C'est une interprétation des plus plausibles.[non neutre]
Enfin, d'aucuns pensent à une raison historique où Mauzé-sur-le-Mignon aurait été dans ses lointaines origines gauloises une station celtique implantée au bord de la rivière et qui aurait été baptisée du nom de "Medio Lona" qui, interprété, donnerait "le village au milieu de l'eau". Par la suite, "la rivière aurait pris le nom de la station de "Medio Lona", d'où Mignon".[Information douteuse]

### La querelle du lieu de source
Le lieu de source du Mignon donne lieu à un désaccord qui oppose les tenants de l'histoire et ceux de la géographie sans que la solution actuelle soit tout à fait satisfaisante.
Alors que les techniciens du service hydrologique du Sandre ont penché pour le lieu de source en Deux-Sèvres, dans la commune de Prissé-la-Charrière, d'autres maintiennent que le Mignon naît en Charente-Maritime, dans la commune de Dœuil-sur-le-Mignon, et font valoir l'aspect historique.
En effet, cette dernière commune a de longue date toujours nommé la rivière qui la traverse, ainsi que son village chef-lieu, du nom du Mignon. D'ailleurs, M.A. Gautier, dans sa précieuse Statistique du département, publiée en 1839, précise bien que "c'est dans cette commune que la petite rivière du Mignon prend sa source". Plus tard, en 1913, la commune a fait ajouter au nom du village celui de la rivière pour se faire nommer officiellement Dœuil-sur-le-Mignon. Cette nomination permettait de mettre fin à une querelle qui, pourtant, n'est toujours pas vraiment terminée.
Ainsi, le Mignon aurait deux lieux de source, l'un officialisé par les services hydrologiques du Sandre, en Deux-Sèvres, et l'autre, plus ou moins "officieux", en Charente-Maritime.
Par contre, la querelle s'achève dans la petite commune de Thorigny-sur-le-Mignon, où dans le village, les deux rivières provenant de chacun des lieux de source présumés se retrouvent pour former un seul et même cours d'eau, le Mignon.